# Johannes-Theodor Wiemes
Johannes-Theodor Wiemes (* 7. Mai 1960) ist Solo-Hornist der Radio-Philharmonie des Norddeutschen-Rundfunks.
Wiemes begann mit zwölf Jahren mit dem Hornunterricht unter der Leitung von Otto Harm von den „Niederrheinischen Sinfonikern“ (Mönchengladbach). Erste Erfolge stellten sich bereits einige Jahre später im Rahmen des Wettbewerbes „Jugend musiziert“ ein (1976–1982). Nach dem Abitur begann er erst mit einem Studium der Mathematik, wechselte aber nach kurzer Zeit nach Aachen zum Hornstudium bei Hiroshi Yamagishi und David Bryant.
Nach einem Praktikum als stellvertretender Solo-Hornist beim Gürzenich-Orchester in Köln erhielt er seine erste Anstellung als Wechselhornist beim Oldenburgischen Staatsorchester (1986–1988). Bereits 1988 erhielt er die Stelle als Solo-Hornist bei der Radio-Philharmonie des Norddeutschen Rundfunks in Hannover. Er ist weiterhin Mitglied des Consortium Classicum, der Bläsersolisten Hannover, des Arte-Ensembles und des Neuen Ensembles Hannover der hgnm. Ebenso war er Lehrbeauftragter an der 
Hochschule für Musik Detmold (Abteilung Münster) und engagiert sich in der Jagdhornausbildung. Zudem ist er ehrenamtlich in der Schulausbildung tätig und vermittelt den Schülern einen spielerischen Zugang zur Musik.

## Diskographie
- Franz Xaver Süßmayr; Der Spiegel von Arkadien (arr. for Wind Ensemble) mit dem Consortium Classicum (CD)
- Danzi; Septets & Potpourris mit dem Consortium Classicum (CD, 2008)
- Cartellieri; Wind Sextets mit dem Consortium Classicum (CD, 2003)
- Kurt Atterberg; Horn Concerto op. 28 in A major (CD, 2007)